# Trichogalumna punctata
Trichogalumna punctata är en kvalsterart som beskrevs av Engelbrecht 1972. Trichogalumna punctata ingår i släktet Trichogalumna och familjen Galumnidae. Inga underarter finns listade i Catalogue of Life.